# Зашкув-Кольонія
Зашкув-Кольонія (пол. Zaszków-Kolonia) — село в Польщі, у гміні Нур Островського повіту Мазовецького воєводства.
У 1975-1998 роках село належало до Ломжинського воєводства.